# Lambert Redd
Lambert Redd (Estados Unidos, 18 de febrero de 1908-1 de febrero de 1986) fue un atleta estadounidense, especialista en la prueba de salto de longitud en la que llegó a ser subcampeón olímpico en 1932.

## Carrera deportiva
En los JJ. OO. de Los Ángeles 1932 ganó la medalla de plata en el salto de longitud, con un salto de 7.60 metros, siendo superado por su compatriota Ed Gordon (oro con 7.64 m) y por delante del japonés Chuhei Nambu (bronce con 7.45 metros).